# Райджуа
Райджуа (индон. Randjoea, Bendjoar, Rai Djoea, Rai Djua, Raijua, Raidjua, Raidjoea) — остров в Индонезии. Расположен к западу от юго-западной оконечности острова Тимор, посередине между последним и островом Сумба, неподалёку от Саву — самого крупного из одноимённой группы островов, в которую входит и Райджуа. Остров входит в состав провинции Восточная Нуса-Тенгара. Население — 6000 чел. (по данным 2008 года).

## География и климат
Высота острова составляет от 0 до 100 метров над уровнем моря. Почвы аллювиальные. Климат засушливый, сухой сезон составляет от 7 до 8 месяцев.

## Административное деление
Согласно реформе 2001 года, остров Райджуа был выделен в отдельный округ в составе провинции Восточная Нуса-Тенгара (остров Саву был разделён на 5 округов). В 2009 году острова Райджуа и Саву были объединены в один округ — Саву—Райджуа.

## Экономика
Основу экономики острова составляет выращивание хлопка, который идёт на изготовление традиционных видов одежды. Также на острове существует производство сахара.